# 1725 CrAO
1725 CrAO eller 1930 SK är en asteroid i huvudbältet, som upptäcktes 20 september 1930 av den ryske astronomen Grigorij N. Neujmin vid Simeiz-observatoriet på Krim. Den har fått sitt namn efter Krim-observatoriet.
Asteroiden har en diameter på ungefär 16 kilometer och den tillhör asteroidgruppen Koronis.